# Culex corentynensis
Culex corentynensis är en tvåvingeart som beskrevs av Dyar 1920. Culex corentynensis ingår i släktet Culex och familjen stickmyggor. Inga underarter finns listade i Catalogue of Life.